# Sigaren Islands
Sigaren Islands är en ögrupp i Antarktis. Den ligger i havet utanför Östantarktis. Norge gör anspråk på området.